# Non-hodgkinlymfoom
Non-hodgkinlymfoom (NHL) is een verzamelnaam voor maligne lymfomen (vormen van kanker) uitgaande van de lymfeklieren, die zich onderscheiden van de ziekte van Hodgkin doordat de kenmerkende reed-sternbergcel ontbreekt. De ziekte van Hodgkin kent over het algemeen een ander beloop en betere prognose dan non-hodgkinlymfomen. NHL komt vooral voor bij mensen die ouder zijn dan 45 jaar, en dit meer bij mannen dan bij vrouwen. 
In Nederland wordt de diagnose jaarlijks bij ongeveer 3500 mensen gesteld (2009).
In tegenstelling tot de ziekte van Hodgkin is een non-hodgkinlymfoom niet één ziekte, maar een verzameling van vormen van lymfeklierkanker: de betekenis van de term non-hodgkinlymfoom is daarmee niet eenduidig.

## Typen
De groep non-hodgkinlymfoom omvat verschillende typen die afzonderlijk een verschillende diagnose, beloop en behandeling behoeven. B-cel lymfomen hebben veelal een betere prognose dan varianten die ontstaan uit T-cellen.

### B-cel lymfomen
- Burkittlymfoom (BL): Zeer agressief. Genezing is vaak mogelijk. De meeste patiënten zijn jong.
- Diffuus grootcellig B-cellymfoom (DLBCL): Agressief, komt het meest voor. Genezing is mogelijk bij ongeveer de helft van de patiënten.
  - Primair mediastinaal B-cellymfoom (PMBL): Agressief, komt veelal voor bij jongvolwassenen. Vrouwen worden vaker getroffen dan mannen. Genezing is mogelijk bij meer dan de helft van de patiënten.
  - Primair centraal zenuwstelsellymfoom (PCZSL): Agressief en zeldzaam. Genezing is mogelijk in enkele gevallen.
    - Primair vitreoretinaal lymfoom: Lymfoom van het oog. Agressief en zeer zeldzaam. Zaait snel uit naar het centraal zenuwstelsel. Een kwart van de patiënten overleeft.

  - Intravasculair grootcellig B-cellymfoom (IVLBCL): Agressief en zeer zeldzaam. Groeit voornamelijk in de haarvaten. Prognose is zeer slecht.
- Marginalezonelymfoom (MZL): Indolent/laaggradig. Vrouwen worden vaker getroffen dan mannen. Genezing is mogelijk afhankelijk van lokalisatie. Kent drie subtypen.
- Folliculair lymfoom (FL): Indolent/laaggradig, genezing is (nog) niet mogelijk.
- Mantelcellymfoom (MCL): (Mild-)kwaadaardig, genezing is (nog) niet mogelijk. Recidiveert vaak en snel. Mannen worden vaker getroffen dan vrouwen. De patiënt overlijdt uiteindelijk aan de ziekte.
- Lymfoplasmacytair lymfoom (LPL) en ziekte van Waldenström (MW of WM): Indolent/laaggradig, genezing is echter (nog) niet mogelijk. De patiënt overlijdt uiteindelijk aan de ziekte.

### T-cel lymfomen
- Agressieve NK-cel leukemie: Wordt behandeld als acute lymfatische leukemie (ALL).
- Mycosis fungoides (MF): Cutaan lymfoom. Er zijn vier stadia te onderscheiden, waarbij de ziekte echter bij de meeste patiënten in het eerste stadium blijft. Genezing is niet mogelijk, maar patiënten overlijden zelden aan de ziekte.

## Symptomen
Als eerste verschijnsel treedt meestal een plaatselijke lymfeklierzwelling op. Daarnaast kunnen er klachten van gewichtsverlies, heftig transpireren gedurende de nacht, koorts en vermoeidheid bestaan. Symptomen zijn echter afhankelijk van het type lymfoom, lokalisatie, betrokkenheid van het beenmerg, stadium en aangedane organen. Sommige typen veroorzaken geen klachten.

## Diagnose
De diagnose wordt altijd gesteld middels het nemen van een biopt uit het aangedane weefsel of een lymfeklierextirpatie en een beenmergonderzoek. Het stadium wordt voor de meeste lymfomen bepaald met behulp van Ann Arbor-stadiëring.

## Behandeling
De meest toegepaste behandelingen bij het non-hodgkinlymfoom zijn:
- chemotherapie (behandeling met celdelingremmende medicijnen)
- bestraling (radiotherapie)
- immuuntherapie

Vaak wordt een combinatie van bovengenoemde behandelingen toegepast.
Een behandeling wordt vastgesteld op grond van:
- het type lymfoom
- het stadium van het lymfoom
- prognostische factoren
- leeftijd en conditie van de patiënt

De meeste NHL worden behandeld middels het CHOP-schema of een variatie daarop, eventueel gevolgd door radiotherapie.

## Complicaties
Een mogelijke complicatie tijdens de behandeling van verscheidene NHL-varianten is het tumorlysesyndroom.

## Onderzoek
Onderzoek naar behandelingen voor de lymfomen wordt in Nederland en België gecoördineerd door de stichting HOVON. In samenwerking met EORTC worden patiënten behandeld in studieverband om behandelingen te verbeteren en bijwerkingen te verminderen. Behandeling van NHL vindt bij voorkeur plaats in studieverband.